# Barney a přátelé
Barney a přátelé (v anglickém originále Barney & Friends) je americký muzikálový televizní seriál pro děti z let 1992–2010. Hlavní roli v něm mají plyšoví dinosauři Barney, malá Bop a BJ. V seriálu se ocitlo také mnoho pozdějších hvězd jako Selena Gomezová a Demi Lovato. Seriál si získal oblibu hlavně u dětí mladších čtyř let. Seriál byl se všemi písničkami kompletně přeložen do češtiny. Hlavní písničkou je I Love You neboli Mám tě rád.

## Postavy

### Barney
Barney je nejrozumnější ze všech dinosaurů. Je fialový se zeleným břichem. Zpívá hlavní hlas ve všech sonzích.
- Hlasy mu propůjčili David Joyner, Carey Stinson, Josh Martin, Rick Starkweather, Maurice Scott a Bob West.

### BJ
BJ je malý žlutý dinosaurus, nejlepší kamarád Barneyho. Je zářivě žlutý s červeným břichem a pihami. Také je bratrem malé Bop kterou se pořád snaží poučovat, ale sám dělá neplechu
- Dabing: Patty Wirtzová, Jenny Dempsey, Jeff Brooks, Jerad Harris a Pat O'Connell

### Malá Bop
Malá Bop je nejmenší z trojice dinosaurů. Je sestrou BJ a má rádu svojí žlutou dečku. Je zelenorůžová a absolutně závislá na žlutých věcech.
- Dabing: Lauren Mayeux, Jennifer Kendall a Lauren Mayeux